# Zhenjiang
Zhenjiang (in cinese: 镇江; in pinyin Zhènjiāng) è una città della Cina nella provincia dello Jiangsu.

## Storia
Dopo essere stata una base militare durante il periodo Wu; al tempo dei Tre Regni (220-280) fu chiamata Xuzhou e mantenne il nome per diversi secoli finché fu cambiato in Zhenjiang durante il periodo Song (960-1279). Data la sua favorevole posizione, alla confluenza tra il Fiume Azzurro e il Grande Canale Imperiale divenne ben presto un importante centro di smistamento e commercializzazione. Attualmente è un'importante città industriale.

## Amministrazione

### Gemellaggi

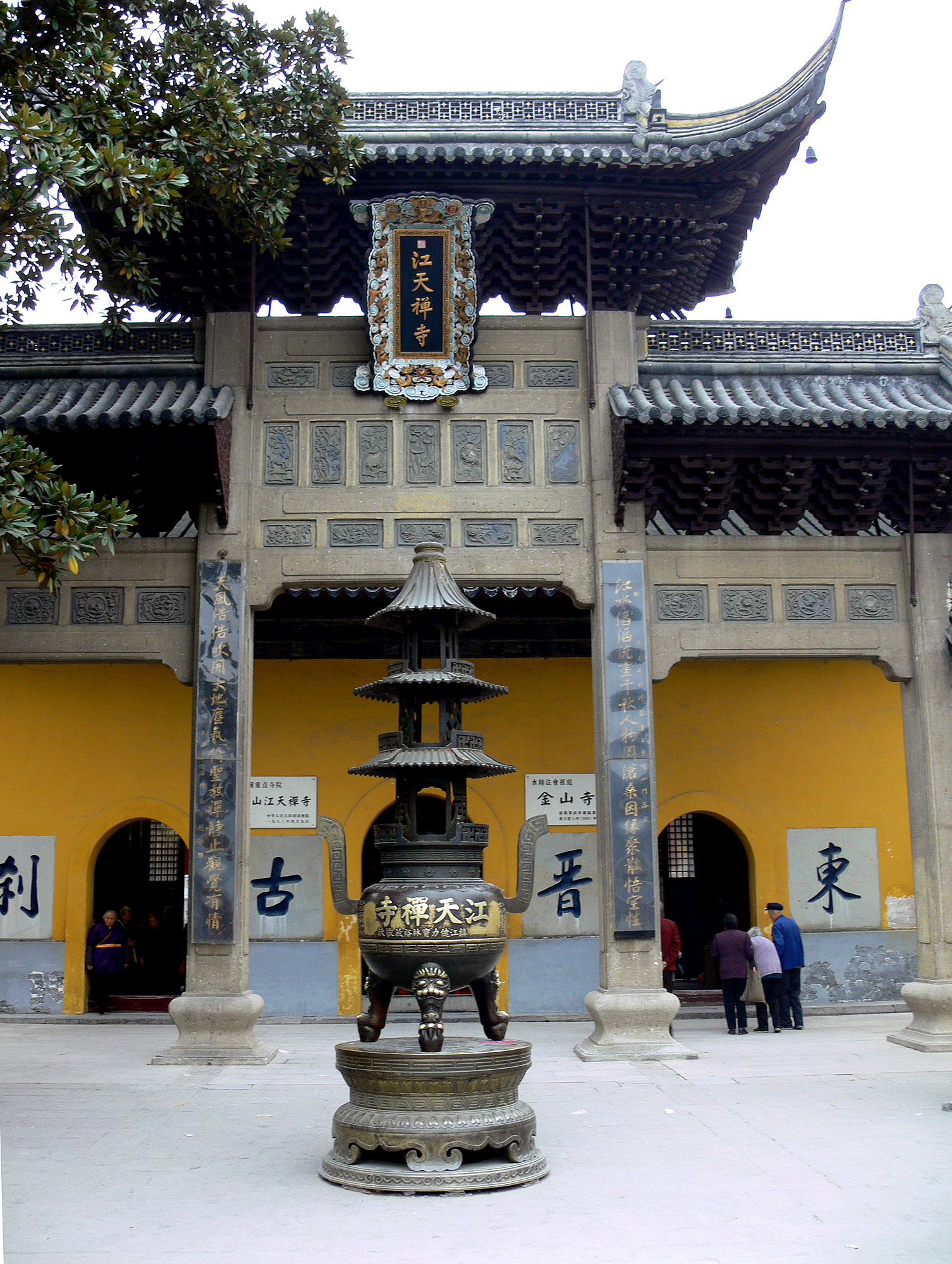
Tempio di Jinshan

- Kurashiki
- Tsu, dal 1984
- Tempe, dal 1989
- Lac-Mégantic, dal 1995
- İzmit, dal 1996
- Londrina, dal 1997
- Iksan, dal 1998
- Mannheim, dal 2004